# Тит, Том
Том Тит (фр. Tom Tit; 26 августа 1853, Монтивилье — 1928[…]), настоящее имя Артур Гуд (Arthur Good) — французский журналист, писатель, популяризатор науки.

## Биография

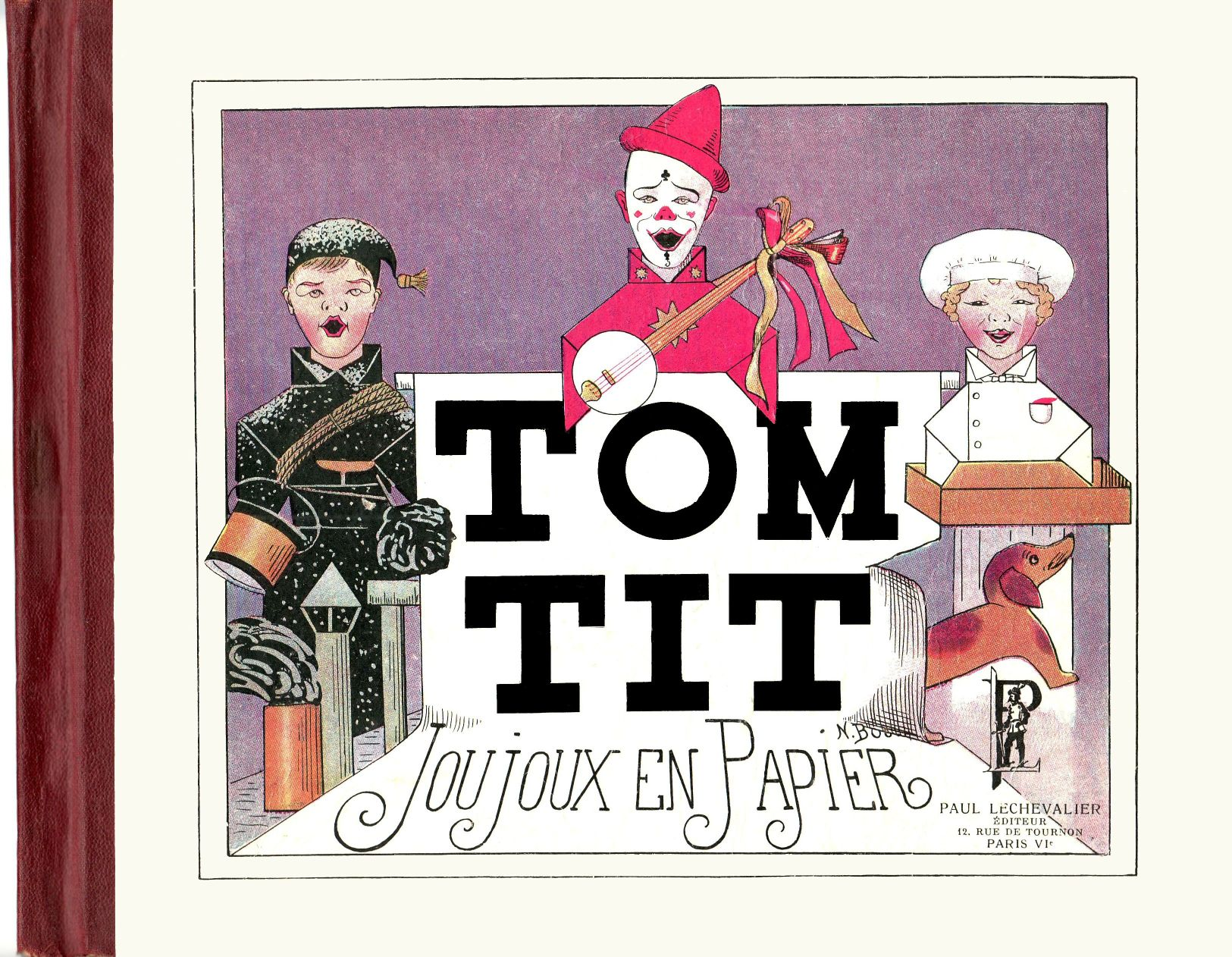
Обложка книги «Joujoux en Papier»

Под псевдонимом Том Тит Артур Гуд писал статьи для еженедельного издания «La Science Amusante». В них он объяснял физические эксперименты, выполненные в быту, с помощью различных объектов наглядно демонстрировал известные геометрические теоремы, рассказывал о занимательных научных играх и о том, как проводить небольшие любительские опыты.
В 1890 году в журнале L'Illustration выходит с продолжением его книга для детей «Занимательная наука», проиллюстрированная гравюрами Луи Пуайе. В книге описываются простые научные опыты, которые автор ставил вместе со своим сыном. Произведение до сих пор переиздаётся в форме книги издательством Ларусс. В конце XIX — начале XX веков в России опыты Тита были также популярны, было издано несколько его книг.

## Выборочная библиография
- «Поучительные забавы, или занимательные опыты и фокусы»,
- «Семейный отдых: загадки, головоломки, игры»,
- «Научные забавы»